# Modliszka rogata
Modliszka rogata (Empusa fasciata) – gatunek modliszki z rodziny Empusidae.
Charakterystyczną częścią modliszki rogatej jest róg usytuowany na głowie, oraz sączkowate zgrubienia na brzusznej stronie odwłoka i na goleniach nóg. Mają kolor żółty, żółto-brązowy lub zielono-żółty. Pierwsza para skrzydeł z podłużnymi kremowymi pasami. Samice osiągają długość ok. 7 cm, a samce 5,5 cm. Samce mają długie nitkowate czułki.
Modliszka palearktyczna, rozsiedlona od północno-wschodniego wybrzeża Włoch po Azję Zachodnią. Najliczniejsza w południowej części Bałkanów. Preferuje stanowiska kserotermiczne, gdzie może współwystępować z modliszką zwyczajną. Na obszarze od Chorwacji do Zatoki Triesteńskiej osiąga stadium dorosłe w maju i wówczas się rozmnaża, składając jaja na roślinach. Dorosłe samce giną tuż po kopulacji, a samice po złożeniu jaj. Młode wykluwają się w lipcu i zimują w stadium niedojrzałym.